# Хипоксемија
Хипоксемија (грчки: hypo - смањено и haima - крв  и лат. речи oxygenium - кисеоник), стање је смањене оксигенације артеријске крви (смањен РаО2), настало као последица, недостатка кисеоника у удахнутом ваздуху, респирацијских болести, болести плућа, срчаносудовних болести и срчаних шантова. У пракси се често уместо хипоксемије користи термин аноксемија, који у суштини значи да у крви уопште нема кисеоника.

## Етиологија
У физиологији се описује пет основних разлога за настанак хипоксемије:
Недовољна количина кисеоника у удахнутом ваздуху
- Недовољне количине кисеоника у атмосферском ваздуху (нпр током успона на високе планине или летења)
- Недовољна количина кисеоника у медицинским апаратима (хипо и хипербаричним, коморама) или болничким кисеоничким системима из којих пацијент удише ваздух (кисеоничке маске и других респиратора) у системима за подводно роњење,[2]
- Хиповентилација

Болести плућа
- Сужење промера дисајних путева (изазвани спазмом, отоком слузокоже, накупљеним секретом, страним телима или туморозним израслинама),
- Смањена размена кисеоника кроз алвеоларну мембрану због; њеног задебљања, присуства секрета и крви у алвеолама и смањења површине алвеоларне мембране (одстрањењем дела плућа из функције након оперативних захвата на плућима туберкулозе, тумора и емфизема).

Десно-леви срчани шантови
Венско-артеријски шант, карактерише се мешањем венске (слабо засићене кисеоником) крви са артеријском (богатом кисеоником) што има за последицу пад концентрације кисеоника у артеријама.
Поремећај транспорта кисеоника до ткива
- Анемија и поремећаја у структури хемоглобина,
- Општа инсуфицијенција циркулације (срчани застој, поремећај ритма срца),
- Поремећаја периферне циркулације (изазван спазмом, тромбозом, артериосклерозом, упалним процесима периферних крвних судова),
- Оток (едем) ткива

Неспособност ткива да користе кисеоник
- Тровања, изазвана оштећењем метаболичких процеса у ћелији,[3]
- Недостатак ћелијских ензима изазван смањеном количином витамина Б и другим узроцима

## Патофизиологија
Дејство хипоксемије на организам зависи од брзине њеног настанка, тежине и дужине трајања, и карактерише се следећим знацима и симптомима.
Смањење менталних активности
Поремећај менталних активности изазван хипоксемијом карактерише се; слабим памћењем, заборавношћу, успореним мисаони ток, поспаношћу, еуфоријом, главобољом, мучнином) све до појаве трзаја (конвулзија) и настанка коме и смрти.
Смањење радне способности мускулатуре
Овај поремећај карактерише се; успореним ходом, осећајем немоћи, ослабљеним и успореним рефлексима, лошом координацијом моторичких покрета и неадекватном акомодацијом ока.
Депресија респираторног центра
Депресија респираторног центра је терминална фаза у развоју хипоксемија коју прати губитак свести, кома и смрт.

## Клиничка слика
Клиничк слика може бити праћена веома оскудним знацима и симптомима ако хипоксемија и хиперкапнија настају постепено. Најчешћи симптоми су;
Главобоља мучнина и повраћање
Тешка и веома упорна главобоља у виду шлема, праћена осећајем пуне или празне главе, често праћена мучнином и повраћањем, представља први и веома поуздан знак наглог погоршања. 
Главобоље могу бити праћене погоршањем оштрине вида, акомодације и сужењем видног поља. 
Промене у функцији нервног система
Инверзија сна и сомноленција (поспаност), нарочито после оброка, симптоми су који указују на погоршање стања. У вези с овим запажа се промена карактера, најпре у виду раздражљивости, затим еуфорија, самозадовољство, самохвалисавост, вулгарност, грубост и агресивност. Погоршање стања прате тежи психички поремећаји као: конфузност, дезоријентисаност у времену и према личностима, до акустичних халуцинација и психозе, знаци који претходе коми. 
Од неуролошких знакова у почетку постоји дисграфија (дрхтање, испуштање или понављање слова и речи), касније настаје флаппинг тремор појединих група мишића, нарочито у пределу лица, затим горњих екстремитета, касније целог тела а могу се јавити и прави епи напади.
Срчаносудовни поремећаји
Нагло погоршање хипоксемије и хиперкапније праћено је тахикардијом (убрзан рад срца) и артеријском хипертензијом. 
Општи знаци
Кожа је цијанотична (модра), топла и влажна. Лице је подбуло, очи сјајне, поглед бљештав, егзофталмуса (истурене очне јабучице). Изглед лица - жабљи фациес.
На плућима постоји отежано дисање, кашаљ са искашљавањем, рад дисајне мускулатуре је појачан а са погоршањем се јавља и абдоминални тип дисања. Касније је дисање површно.
Услед погоршање хипоксемије праћене хиперкапнијом настају олигурија (смањено излучивање мокраће), протеинурија и азотемија. Од великог значаја је и дехидратација која настаје и веома отежава вентилацију.

## Дијагноза
Дијагноза хипоксемије поставља се на основу анамнезе, клиничке слике, објективног прегледа, рендгенографије плућа, ЕКГ-а, анализе гасова у артеријској крви.

## Терапија
Лечење пацијената са хипоксемијом изазване хроничном плућном инсуфицијенцијом а нарочито њеним акутним погоршњем, спроводи се у специјализованим Пулмолошким јединицама за интензивну негу и лечење. 
Тарапија обухвата примену континуиране оксигенотерапија уз контролу гасова у крви, антибиотика, бронходилататора, кортикостероида, рехидратације и других симптоматских лекова.